# Antonov A-13
Antonov A-13 je bilo sovjetsko akrobatsko jadralno letalo iz 1950ih. A-13 je zasnovan na osnovi Antonov A-11  Grajen je bil iz aluminija. Krilo je bilo nameščen o v sredini trupa, rep je bil V-konfugiracije. An-13 je bil verzija z reaktivnim motorjem, ki je leta 1962 s hitrostjo 196 km/h (122 mph) podrla rekord za zrakoplove lažje od 500 kg.

## Različice
- A-13 : enosedeženo akrobatsko jadralno letalo
- A-13M : verzija z batnim motorjem
- An-13 :  verzija z reaktivnim motorjem

## Tehnične specifikacije (Antonov A-13)
Podatki iz The World's Sailplanes:Die Segelflugzeuge der Welt:Les Planeurs du Monde Volume II
Splošne značilnosti
- Posadka: 1
- Dolžina: 6 m (19 ft 8 in)
- Razpon kril: 12,1 m (39 ft 8 in)
- Višina: 1,2 m (3 ft 11 in)
- Površina kril: 10,44 m2 (112,4 sq ft)
- Vitkost: 13,8
- Aeroprofil: CAGI R-32-15[2]
- Teža praznega letala: 254 kg (560 lb)
- Bruto teža: 360 kg (794 lb)

Zmogljivost
- Hitrost pri porušitvi vzgona: 70 km/h (43 mph; 38 kn)
- Neprekoračljiva hitrost: 350 km/h (217 mph; 189 kn)
- Manevrska hitrost: 350 km/h (217,5 mph; 189,0 kn)
- Hitrost v aerovleki: 200 km/h (124,3 mph; 108,0 kn)
- Hitrost pri vzletu s kablom: 120 km/h (74,6 mph; 64,8 kn)
- g-omejitev: +8,66 -3,9 pri 300 km/h (186,4 mph; 162,0 kn)
- Jadralno število: 25 pri 112 km/h (69,6 mph; 60,5 kn)
- Hitrost padanja: 1,14 m/s (224 ft/min) at 97 km/h (60,3 mph; 52,4 kn)
- Obremenitev kril: 34,5 kg/m2 (7,1 lb/sq ft)